# Пуркары
Пуркары (рум. Purcari, Пуркарь) — село в Штефан-Водском районе Молдавии. Является административным центром коммуны Пуркары, включающей также село Виишоара.

## История
В 1847 году на Бессарабской сельскохозяйственной выставке золотую медаль получило Пуркарское вино.

## География
Село расположено на высоте 103 метров над уровнем моря.

## Население
По данным переписи населения 2004 года, в селе Пуркарь проживает 2253 человека (1105 мужчин, 1148 женщин).
Этнический состав села:
| Национальность | Число жителей | Процентный состав |
| -------------- | ------------- | ----------------- |
| молдаване      | 2134          | 94.72             |
| цыгане         | 36            | 1.6               |
| украинцы       | 30            | 1.33              |
| русские        | 30            | 1.33              |
| болгары        | 5             | 0.22              |
| румыны         | 3             | 0.13              |
| гагаузы        | 2             | 0.09              |
| поляки         | 1             | 0.04              |
| прочие         | 12            | 0.53              |
| Всего          | 2253          | 100%              |

## Достопримечательности
- Мемориальный комплекс советским воинам, павшим в боях за освобождение Молдавии во время Второй мировой войны, открытие которого состоялось 28 августа 2011 года[7]
- Туристический комплекс Пуркарь с возможностью осмотра винодельни Пуркарь, основанной в 1827 году немецким колонистом Германсоном на землях бывшего Афоно-Заграфского монастыря[8]. На территории Пуркарского поместья расположен самый старинный винный погреб Молдавии.